# کوسووتس (بلغارستان)
کوسووتس (به بلغاری: Kosovets) یک منطقهٔ مسکونی در بلغارستان است که در پوموریه واقع شده‌است.